# دختر دبیرستانی، شیطان و آب مقدس
دختر دبیرستانی، شیطان و آب مقدس (انگلیسی: La liceale, il diavolo e l'acquasanta) یک فیلم کمدی سکسی سبک ایتالیایی به کارگردانی ناندو چیچرو است که در سال ۱۹۷۹ منتشر شد.

## بازیگران
- گلوریا گویدا
- لینو بانفی
- آلوارو ویتالی
- پیپو سانتوناستاسو
- تیبریو مورجا
- سالواتوره باکارو
- میمو پُلی
- ناندو پائونه